# 드라이빙 클럽
《DJ 붐의 드라이빙 클럽》은 붐의 진행으로 SBS 러브FM에서 방송되었던 프로그램이다.
2016년 3월 28일 SBS 라디오 봄 개편으로 신설되었다. 이후 2017년 3월 20일 SBS 라디오 봄 개편으로 인해 기존 SBS 러브FM에서 SBS 파워FM으로 이전 편성하면서 이름이 "붐붐파워"로 변경됨과 동시에 시간이 오후 4시부터 오후 6시까지로 변경되었다. 2017년 3월 17일 자로 1년 만에 폐지되었다.

## 청취 가능 지역
현재 이 프로그램은 수도권에서만 라디오를 통해 청취가 가능하며, 다른 지역에서는 SBS 홈페이지의 러브FM 실시간 듣기 또는 인터넷 라디오 고릴라를 통해서만 청취가 가능하다.

## 코너

### 매일 코너
- 사연과 신청곡
- 뭐든 시켜만 주십쇼!
- 붕붕카 자랑방
- 어젯밤 이야기

### 특집 코너
- 나는 기자다
- 아재 개그 콘서트
- 너.목.들

## 지역 민방 프로그램
| 프로그램               | 지역                 | 방송국 | 진행자 |
| ---------------------- | -------------------- | ------ | ------ |
| 강영운의 딱좋은 라디오 | 부산광역시, 경상남도 | KNN    | 강영운 |